# Mladen Jutrić
Mladen Jutrić (19 aprile 1996) è un calciatore austriaco, difensore svincolato.

## Carriera
Il 12 agosto 2020 viene acquistato a titolo definitivo dalla squadra rumena dell'Acad. Clinceni.

## Statistiche

### Presenze e reti nei club
Statistiche aggiornate al 13 settembre 2021.
| Stagione              | Squadra               | Campionato            | Campionato | Campionato | Coppe nazionali | Coppe nazionali | Coppe nazionali | Coppe continentali | Coppe continentali | Coppe continentali | Altre coppe | Altre coppe | Altre coppe | Totale | Totale |
| Stagione              | Squadra               | Comp                  | Pres       | Reti       | Comp            | Pres            | Reti            | Comp               | Pres               | Reti               | Comp        | Pres        | Reti        | Pres   | Reti   |
| --------------------- | --------------------- | --------------------- | ---------- | ---------- | --------------- | --------------- | --------------- | ------------------ | ------------------ | ------------------ | ----------- | ----------- | ----------- | ------ | ------ |
| mar.-giu. 2013        | Pinzgau Saalfelden    | RL                    | 4          | 0          |                 | -               | -               |                    | -                  | -                  |             | -           | -           | 4      | 0      |
| 2013-2014             | Seekirchen            | RL                    | 14         | 1          |                 | -               | -               |                    | -                  | -                  |             | -           | -           | 14     | 1      |
| 2014-2015             | Seekirchen            | RL                    | 28         | 3          | CA              | 1               | 0               |                    | -                  | -                  |             | -           | -           | 29     | 3      |
| 2015-2016             | Seekirchen            | RL                    | 29         | 2          | CA              | 2               | 0               |                    | -                  | -                  |             | -           | -           | 31     | 2      |
| Totale Seekirchen     | Totale Seekirchen     | Totale Seekirchen     | 71         | 6          |                 | 3               | 0               |                    | -                  | -                  |             | -           | -           | 74     | 6      |
| 2016-2017             | Grödig                | RL                    | 26         | 3          | CA              | 4               | 0               |                    | -                  | -                  |             | -           | -           | 30     | 3      |
| 2017-2018             | Kapfenberger          | 1L                    | 32         | 1          | CA              | 2               | 0               |                    | -                  | -                  |             | -           | -           | 34     | 1      |
| 2019                  | Ehime                 | J2                    | 13         | 1          |                 | -               | -               |                    | -                  | -                  |             | -           | -           | 13     | 1      |
| gen.-giu. 2020        | Doxa Katōkopias       | A                     | 4          | 1          | CC              | 2               | 0               |                    | -                  | -                  |             | -           | -           | 6      | 1      |
| 2020-2021             | Acad. Clinceni        | L1                    | 21         | 1          |                 | -               | -               |                    | -                  | -                  |             | -           | -           | 21     | 1      |
| 2021-2022             | Acad. Clinceni        | L1                    | 4          | 0          |                 | -               | -               |                    | -                  | -                  |             | -           | -           | 4      | 0      |
| Totale Acad. Clinceni | Totale Acad. Clinceni | Totale Acad. Clinceni | 25         | 1          |                 | -               | -               |                    | -                  | -                  |             | -           | -           | 24     | 1      |
| Totale carriera       | Totale carriera       | Totale carriera       | 175        | 13         |                 | 11              | 0               |                    | -                  | -                  |             | -           | -           | 186    | 13     |